# Добив на уранови, ториеви и руди на цветни метали
Добив на уранови, ториеви и руди на цветни метали е един от двата подотрасъла на добива на метални руди в Статистическата класификация на икономическите дейности за Европейската общност, наред с добива на железни руди.
Добивът се извършва в открити или подземни мини, като секторът включва и първичната обработка на добития материал – раздробяване, промиване, изсушаване, синтероване, калциниране, сепарация, флотация.
В България над 85% от производството в сектора е концентрирано в три големи предприятия – „Елаците – Мед“ (Мирково, Пирдопско), „Дънди Прешъс Металс Челопеч“ (Челопеч, Пирдопско) и „Асарел-Медет“ (Панагюрище).